# Euporus crucifer
Euporus crucifer là một loài bọ cánh cứng trong họ Cerambycidae.